# Краснощоковський район
Краснощо́ковський район (рос. Краснощёковский район) — район у складі Алтайського краю Російської Федерації.
Адміністративний центр — село Краснощоково.

## Історія
Район був утворений 18 січня 1935 року при розподілі ліквідованого Покровського району.

## Населення
Населення — 16472 особи (2019; 19251 в 2010, 22483 у 2002).

## Адміністративний поділ
Район адміністративно поділяється на 13 сільських поселень (сільрад):
| Поселення                       | Площа, км² | Населення, осіб (2002) | Населення, осіб (2010) | Населення, осіб (2019) | Центр          | Населені пункти |
| ------------------------------- | ---------- | ---------------------- | ---------------------- | ---------------------- | -------------- | --------------- |
| Акимовська сільська рада        | 159,28     | 686                    | 614                    | 517                    | Акимовка       | 2               |
| Березовська сільська рада       | 267,26     | 1698                   | 1484                   | 1244                   | Березовка      | 1               |
| Верх-Комишенська сільська рада  | 337,67     | 2019                   | 1588                   | 1310                   | Верх-Комишенка | 3               |
| Карповська сільська рада        | 275,87     | 1815                   | 1533                   | 1286                   | Карпово Друге  | 3               |
| Краснощоковська сільська рада   | 339,64     | 6030                   | 5442                   | 4875                   | Краснощоково   | 4               |
| Мараліхинська сільська рада     | 197,43     | 3085                   | 2621                   | 2200                   | Мараліха       | 3               |
| Новошипуновська сільська рада   | 182,09     | 1466                   | 1321                   | 1126                   | Новошипуново   | 1               |
| Суєтська сільська рада          | 245,11     | 777                    | 699                    | 638                    | Суєтка         | 2               |
| Усть-Білівська сільська рада    | 214,67     | 405                    | 316                    | 248                    | Усть-Біле      | 1               |
| Усть-Козлухинська сільська рада | 125,29     | 1104                   | 962                    | 838                    | Усть-Козлуха   | 1               |
| Усть-Пустинська сільська рада   | 129,32     | 571                    | 426                    | 344                    | Усть-Пустинка  | 1               |
| Харловська сільська рада        | 192,14     | 1576                   | 1457                   | 1195                   | Харлово        | 1               |
| Чинетинська сільська рада       | 672,92     | 1251                   | 788                    | 651                    | Чинета         | 5               |

- 2015 року ліквідована Куйбишевська сільська рада, територія увійшла до складу Мараліхинської сільської ради[5].

## Найбільші населені пункти
Нижче подано список населених пунктів з чисельністю населенням понад 1000 осіб:
| № | Населений пункт | Населення, осіб (2002) | Населення, осіб (2010) |
| - | --------------- | ---------------------- | ---------------------- |
| 1 | Краснощоково    | 5506                   | 5078                   |
| 2 | Мараліха        | 2051                   | 1797                   |
| 3 | Березовка       | 1698                   | 1484                   |
| 4 | Харлово         | 1576                   | 1457                   |
| 5 | Верх-Комишенка  | 1732                   | 1407                   |
| 6 | Новошипуново    | 1466                   | 1321                   |
| 7 | Карпово Друге   | 1441                   | 1252                   |